# Capitania de Santa Catarina
A Capitania de Santa Catarina foi uma divisão administrativa do Brasil colonial criada em 11 de agosto de 1738 nos territórios mais meridionais da capitania de São Paulo. O governo foi oficialmente instalado em 7 de março de 1739, sendo primeiro governador José da Silva Pais.
Após a Ilha de Santa Catarina ser invadida em 1777, a capital passou a ser provisoriamente São Miguel, atual Biguaçu.
Em 28 de fevereiro de 1821 torna-se uma província, que viria a ser o atual estado de Santa Catarina com a Proclamação da República. 
A vantajosa posição geográfica da ilha de Santa Catarina, o excelente porto de Laguna, muito frequentado pelos navios que iam da Europa para o rio da Prata e oceano Pacífico, e outras razões políticas determinaram a D. João V, em 1738, formar com a ilha e terra continental adjacente uma capitania ou governo separado, independente da Capitania de São Paulo, a qual havia pertencido até àquela época. A área atual do litoral de Santa Catarina pertenceu inicialmente à Capitania de Santana (1534-1656), depois à Capitania de Nossa Senhora do Rosário de Paranaguá (1656-1709), que passou então a pertencer à Capitania de São Paulo (1709-1738).

## Criação
Com a expansão portuguesa para o sul da colônia até a região do Rio da Prata, houve a necessidade de se formar uma nova unidade administrativa do reino para garantir a guarda e posse dessas terras.  Criada em 11 de agosto de 1738, seu governo foi instalado em 7 de março de 1739 com a vinda do brigadeiro José da Silva Pais como seu primeiro governador. O território compreendia os atuais estados de Santa Catarina e Rio Grande do Sul até a emancipação deste último como capitania do Rio Grande de São Pedro em 1760. 
Os interesses portugueses no sul do Brasil aconselhavam a manutenção e o fortalecimento dos povoados litorâneos. Com tal objetivo, Laguna foi elevada em 1774 à categoria de vila, passando a exercer o papel de posto avançado para a conquista do Rio Grande do Sul. Dali partiram expedições que atingiram a colônia do Sacramento e Montevidéu e, de passagem, arrebanhavam gado e aprisionavam indígenas. Desterro, sendo altamente fortificada por Silva Pais desde sua vinda a Santa Catarina, era sua capital. Muitas das fortalezas construídas no período, resistiram a ocupação espanhola de 1777 e aos séculos, e estão de pé até os dias atuais.

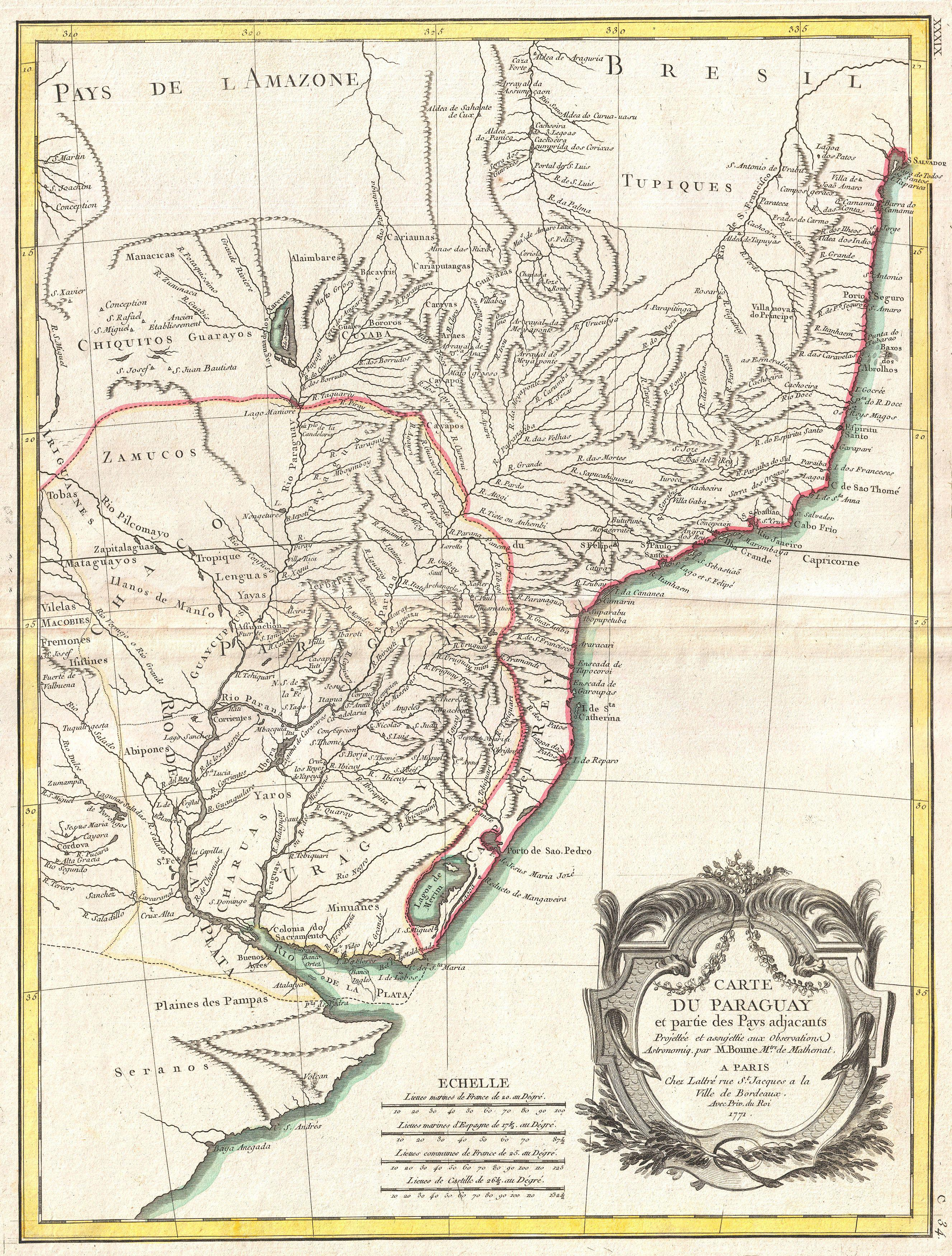
Mapa de 1771 mostrando o Brasil meridional.

A partir de 1740, são implantadas no litoral catarinense as armações de baleeiras: 
Armação de Itapocorói (Penha), Armação de Nossa Senhora da Piedade (Gov. Celso Ramos), Armação da Lagoinha (Florianópolis), Armação da Garopaba (Garopaba).
Após 1807 com a criação da capitania-geral de São Pedro do Rio Grande (futuro Rio Grande do Sul), suas fronteiras compreendiam: ao norte, o rio Saí Guaçu (Joinville), ao sul o rio Mampituba (Torres), a oeste a Serra Geral, que corre de norte a sul, mais próxima à costa e a leste o Oceano Atlântico.

## Colonização açoriana
As ilhas do arquipélago dos Açores, sofrendo abalos sísmicos terrestres ou submarinos, estimularam a saída de parte de sua população. Aliado a este fator estaria o precário desenvolvimento econômico da região, o desejo de lançar-se ao mar, mas principalmente o excesso populacional que em decorrência, provocava a escassez de alimentos em determinadas ocasiões.
De 1748 até 1756, em sucessivas levas, chegaram cerca de cinco mil açorianos, a maior parte dos quais se fixou no litoral. Os novos colonos receberam doações de terras na ilha e no continente. Houve muitas dificuldades, desde as péssimas condições da viagem até a adaptação à terra onde deveriam fixar-se.

## Colonização do planalto Catarinense
Luís António de Sousa Botelho Mourão, o Morgado de Mateus, governador da capitania de São Paulo, interessado em garantir o domínio português sobre a região do atual planalto catarinense e o escoamento do gado do Rio Grande do Sul para São Paulo, encarregou um abastado paulista, Antônio Correia Pinto, de estabelecer povoação na paragem denominada Lages, então sob a jurisdição de São Paulo. Em 1775 fundou-se a Vila de Nossa Senhora dos Prazeres de Lages, que em 1820 foi incorporada a Santa Catarina.

## Domínio espanhol
Quando irrompeu a guerra entre Portugal e Espanha, a ilha de Santa Catarina, mal defendida apesar de sua importância estratégica e abandonada pela esquadra portuguesa, que não queria pôr em risco seus navios, foi tomada em 1777 por Pedro de Ceballos, sem que o invasor desse um só tiro ou perdesse um único homem. Dali estendeu-se a conquista de povoado em povoado, com exceção de Laguna, que ofereceu resistência. Um ano depois, a ilha voltou às mãos portuguesas através do Tratado de Santo Ildefonso.

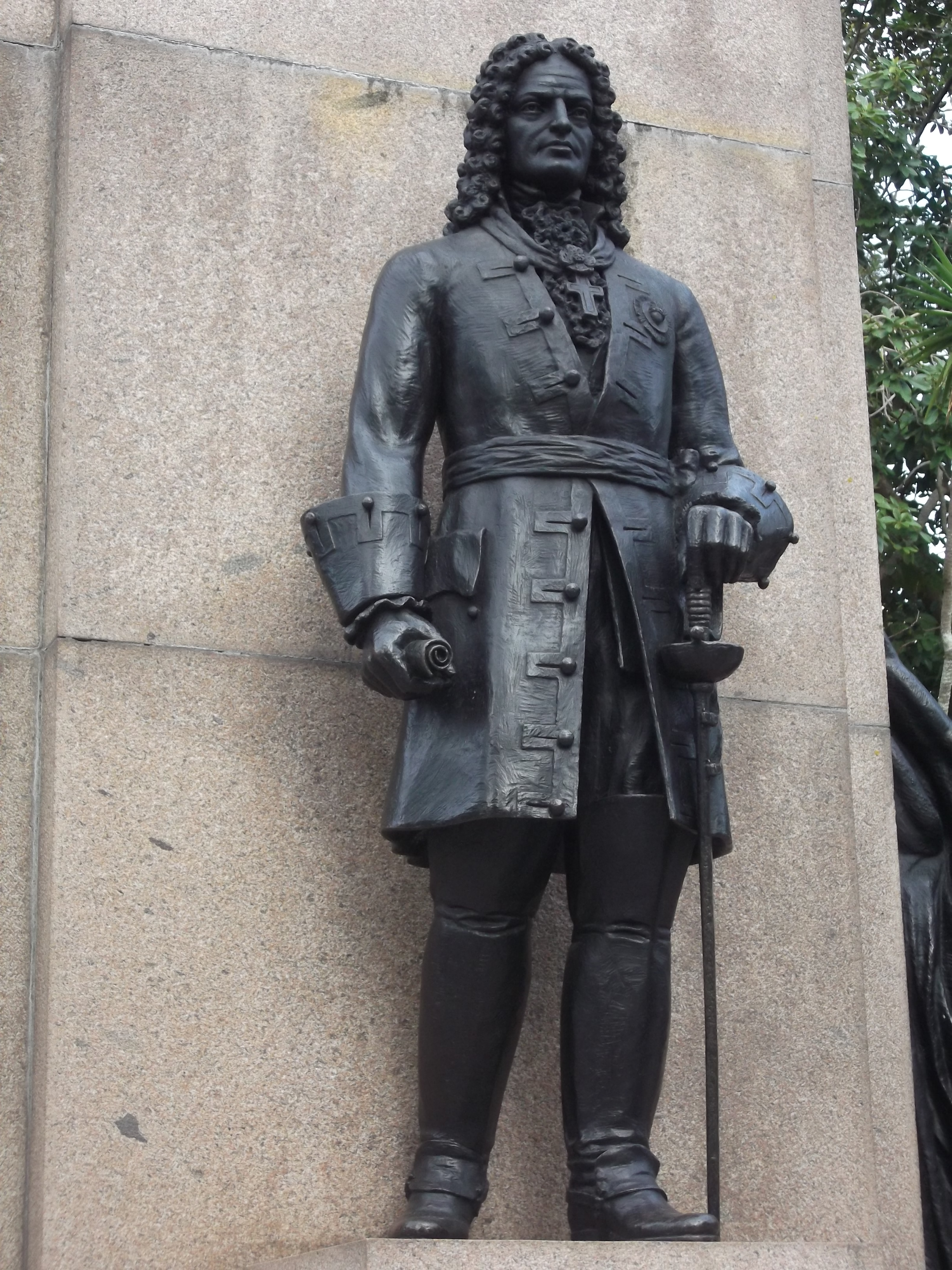
José da Silva Pais.

## Governadores
| Governador da Capitania de Santa Catarina        | Início do mandato       | Fim do mandato          |
| José da Silva Pais                               | 7 de março de 1739      | 25 de agosto de 1743    |
| Patrício Manuel de Figueiredo                    | 25 de janeiro de 1744   | 20 de março de 1746     |
| Pedro de Azambuja Ribeiro                        | 25 de agosto de 1743    | 25 de janeiro de 1744   |
| José da Silva Pais                               | 20 de março de 1746     | 2 de fevereiro de 1749  |
| Manuel Escudeiro Ferreira de Sousa               | 2 de fevereiro de 1749  | 25 de outubro de 1753   |
| José de Melo Manuel                              | 25 de outubro de 1753   | 7 de março de 1762      |
| Francisco Antônio Cardoso de Meneses e Sousa     | 7 de março de 1762      | 12 de julho de 1765     |
| Francisco de Sousa e Meneses                     | 12 de julho de 1765     | 5 de setembro de 1775   |
| Pedro Antônio da Gama Freitas                    | 5 de setembro de 1775   | 23 de fevereiro de 1777 |
| Domínio espanhol                                 | 23 de fevereiro de 1777 | 12 de agosto de 1778    |
| Francisco Antônio da Veiga Cabral da Câmara      | 12 de agosto de 1778    | 5 de julho de 1779      |
| Francisco de Barros Morais Araújo Teixeira Homem | 5 de julho de 1779      | 7 de julho de 1786      |
| José Pereira Pinto                               | 7 de julho de 1786      | 7 de janeiro de 1791    |
| Manuel Soares de Coimbra                         | 7 de janeiro de 1791    | 8 de julho de 1793      |
| João Alberto Miranda Ribeiro                     | 8 de julho de 1793      | 18 de janeiro de 1800   |
| Junta governativa catarinense de 1800            | 18 de janeiro de 1800   | 8 de dezembro de 1800   |
| Joaquim Xavier Curado                            | 8 de dezembro de 1800   | 3 de junho de 1805      |
| Luís Maurício da Silveira                        | 3 de junho de 1805      | 14 de julho de 1817     |
| João Vieira Tovar e Albuquerque                  | 14 de julho de 1817     | 20 de julho de 1821     |
| Tomás Joaquim Pereira Valente                    | 20 de julho de 1821     | 20 de maio de 1822      |